# إليزابيث من لوكسمبورغ
إليزابيث من لوكسمبورغ (الألمانية:Elisabeth von Luxemburg؛ المجرية:Luxemburgi Erzsébet؛ التشيكية:Alžběta Lucemburská؛ 7 أكتوبر 1409 - 19 ديسمبر 1442)؛ هي ملكة ألمانيا والمجر وبوهيميا القرينة، بحيث أنها الابنة الوحيدة لإمبراطور سيغيسموند من زوجته الثانية باربرا دي تسليه وكانت الوريثة الشرعية المفترضة لآل لوكسمبورغ بعد والدها، تزوجت في 1421 من ألبرخت الثاني دوق النمسا  وأحد أفراد آل هابسبورغ، بعد وفاة والدها عام 1437م، كان من المفترض أن تصعد إلى العرش بالمشاركة مع زوجها ألبرخت الثاني إلا أن تم تجاهل حقها في العرش من قبل النبلاء المجريين ولكن تم قبول زوجها فقط للصعود إلى عرش الإمبراطورية، أما هي فصارت عقيلة الملك فقط، استطاع زوجها ألبرت الثاني أن يرث أغلب ممتلكاتها في المجر وبوهيميا وانتخب أيضا ملكاً لألمانيا، إلا أنه توفي بعد سنتين من ذلك تاركاً إليزابيث حاملاً أنجبت ابناً بصحة جيدة بعد ثلاثة أشهر من وفاته، اسمته «لازلو».
قام نبلاء المجر بانتخاب فلاديسلاف الثالث ملك بولندا بدلاً من تتويج الوريث الشرعي الطفل «لازلو»، وذلك خوفاً من جيوش العثمانيين الساكنة على الحدود، ومع ذلك إليزابيث استطعت تتويج ابنها الرضيع لازلو في مدينة سيكشفهيرفار التي يتوج فيها تقليدياً ملوك المجر، ومع ذلكاعتبر الدايت (السلطة التشريعية في المجر) تتويج لازلو باطلاً، ومع ذلك عقدت لاحقاً معاهدة مع فريدرخ الثالث ملك ألمانيا على اعتباره وصي على ابنها، وبذلك استطاع ابنها العيش في بلاطه وتلقى تعليم جيد هناك، ثم توفيت إليزابيث بعد المعاهدة بقليل في 1442م تاركةً ابنها لازلو في رعاية فريدرخ، وبعد عامين توفي منافس ابنها الملك فلاديسلاف الثالث في معركة فارنا، وبذلك أصبح ابنها ملكاً بلا منازع، إلا أن الأحداث بعد ذلك تركت المكان شاغراً حتى عام 1452م.

## الذرية
أنجبت إليزابيث لزوجها:-
- آنا (1432-1462)؛ تزوجت من فيلهلم الثالث لاندغراف تورينغيا، لهم ذرية، طالبوا لفترة وجيزة بدوقية لوكسمبورغ.
- غيورغ (16 فبراير 1436)؛ ولد وتوفي في فيينا.
- إليزابيث (1438-1505)؛ تزوجت من كازيمير الرابع ملك بولندا، لهم ذرية بما في ذلك فلاديسلاف الثاني ملك بوهيميا وكذلك ملك المجر، وأيضا أصبح ثلاثة من أبنائها ملوك بولندا.
- لاديسلاوس (22 فبراير 1440 - 23 نوفمبر 1457)؛ ولد بعد وفاته بأقل من أربعة أِشهر، أصبح دوق النمسا وملك بوهيميا والمجر، ومع ذلك لقب ملك ألمانيا ذهب إلى ابن عمه فريدرخ الثالث، لم يتزوج.